# Andrea Ferrucci

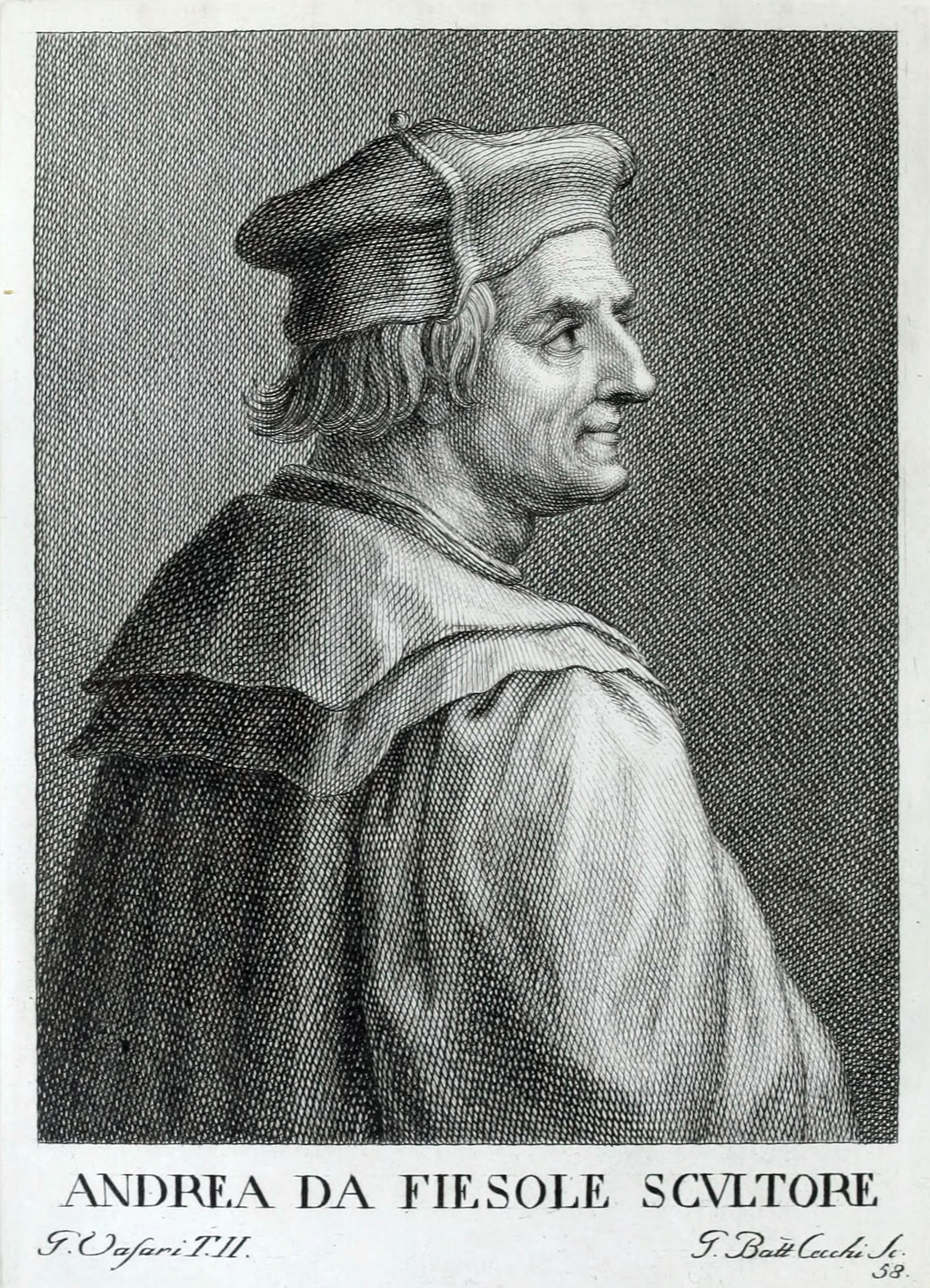
Ritratto di Andrea Ferrucci

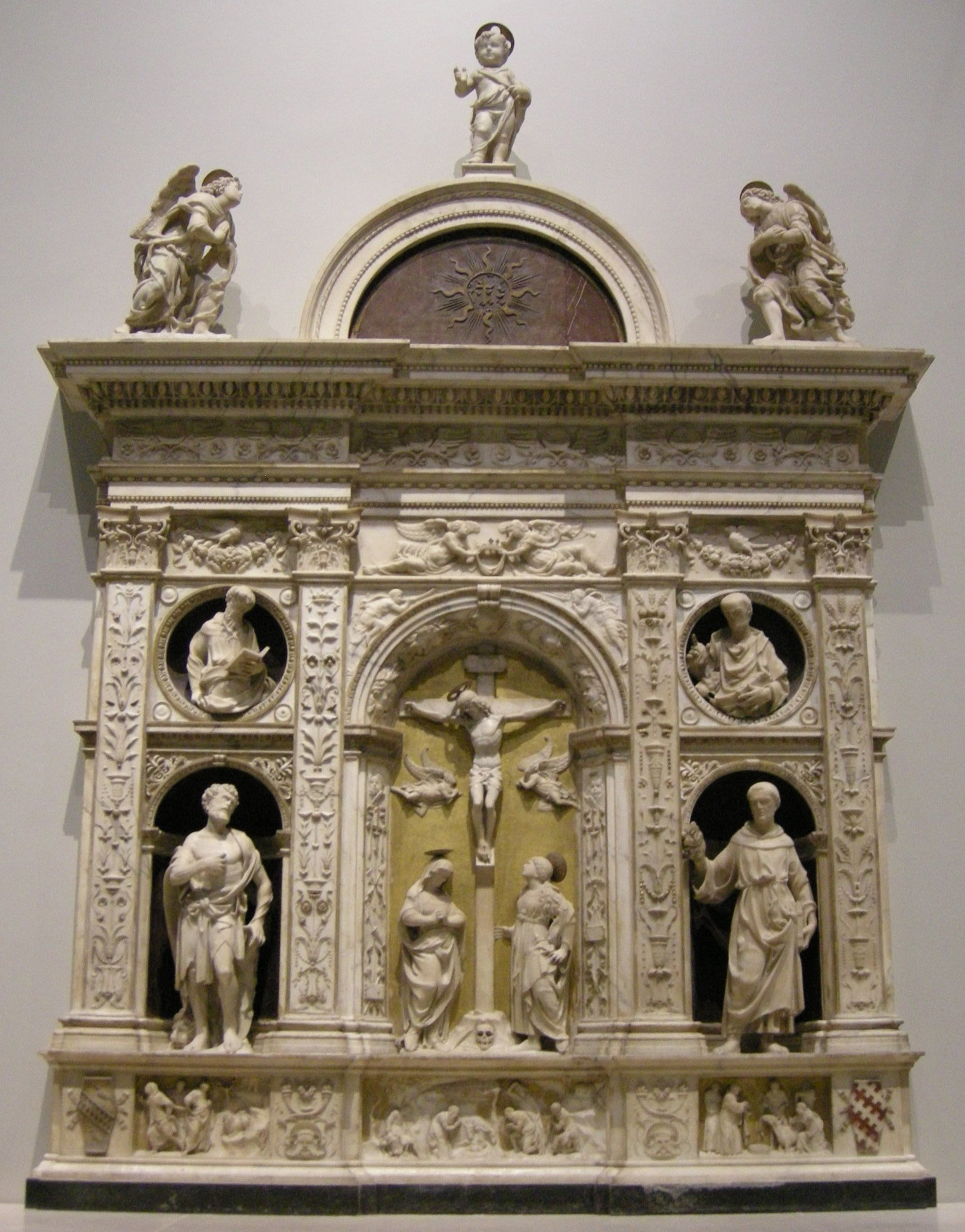
Crocifissione e santi, 1493 circa, Victoria and Albert Museum

Andrea di Piero Ferrucci (Fiesole, 1465 – Firenze, 1526) è stato uno scultore italiano.

## Biografia
Detto anche Andrea di Piero Ferruzzi oppure Andrea da Fiesole, appartenne ad una famiglia di scalpellini di Fiesole ed era il cugino di Francesco di Simone Ferrucci. Allievo di Michele Maini, operò a Firenze, ma anche a Napoli, dove soggiornò a varie riprese, lavorando per una ricca committenza di aristocratici legati alla corte vicereale. Fu a Napoli nel 1487, nel 1505 e forse una terza volta verso il 1515, lasciando numerose opere il cui catalogo non è stato ancora completamente accertato, con numerose recenti attribuzioni. A Napoli sposò la figlia di Antonio di Giorgio Marchesi architetto e ingegnere militare della corte napoletana. Tra il 1512 ed il 1526 fu capomastro del Duomo di Firenze. Fu maestro di Giovanni Mangone.

## Opere

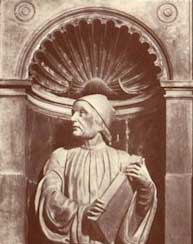
Busto di Marsilio Ficino nella cattedrale fiorentina.

- Busto di Marsilio Ficino, Santa Maria del Fiore, Firenze.
- Monumento a Marcello di Virgilio Ariani, 1526 ca., marmo, Chiesa di San Salvatore al Monte alle Croci, Firenze.
- Natività, Bologna.
- Monumento sepolcrale di Giovanni Battista Cicaro, Chiesa dei Santi Severino e Sossio, Napoli.
- Battesimo di Cristo, chiesa dell'Annunziata, Napoli.
- Ciborio, concattedrale di Santissima Maria Assunta e San Catello, Castellammare di Stabia.